# Omanodillo gardneri
Omanodillo gardneri är en kräftdjursart som beskrevs av Taiti, Ferrara och Davolos 2000. Omanodillo gardneri ingår i släktet Omanodillo och familjen Eubelidae. Inga underarter finns listade i Catalogue of Life.